# Liste des communes de la Loire-Atlantique
Pour les autres listes de communes françaises, voir Listes des communes de France.
| - La Loire-Atlantique en France métropolitaine. - Carte des communes de la Loire-Atlantique. |

Le département français de la Loire-Atlantique est divisé en 207 communes au 1er janvier 2025, dont on trouvera la liste alphabétique dans le tableau ci-dessous, après l'étude des caractéristiques des communes du département et de son organisation urbaine.

## Caractéristiques des communes de la Loire-Atlantique

### Superficie
Au 1er janvier 2015, la Loire-Atlantique avait une superficie de 6 821,68 km2. La taille moyenne des communes était 30,87 km2 et leur taille médiane était 25,85 km2, ce qui était supérieur à la taille moyenne et médiane des communes françaises (14,88 et 10,73 km2 respectivement).
Après des regroupements de communes, leur nombre a diminué, et la surface du département est passée à 6 815,39 km2 après le transfert du Fresne-sur-Loire en Maine-et-Loire, consécutif à son regroupement au sein d'Ingrandes-Le-Fresne-sur-Loire. Au 1er janvier 2016, la taille moyenne des 212 communes est 32,15 km2. Au 1er janvier 2018 la superficie de département a de nouveau augmentée passant à plus de 6 880 km2 à la suite de l'adjonction de la commune de Freigné venant de Maine-et-Loire et intégrant la commune nouvelle de Vallons-de-l'Erdre (devenant ainsi la plus vaste du département). À cette date, la taille moyenne des 208 communes est 33,07 km2.
Aujourd'hui, le département a une superficie de6 874 km2.
Parmi ces communes, certaines ont une superficie supérieure à 100 km2, d'autres couvrent moins de 10 km2 (la liste suivante tient compte des regroupements de communes entrés en vigueur au 1er janvier 2016).
| Rang | Communes les plus étendues | Superficie (km2) |
| ---- | -------------------------- | ---------------- |
| 1    | Vallons-de-l'Erdre         | 189,21           |
| 2    | Loireauxence               | 118,28           |
| 3    | Guémené-Penfao             | 105,51           |
| 4    | Plessé                     | 104,38           |
| 5    | Blain                      | 101,72           |
| 6    | Pornic                     | 94,18            |
| 7    | Saint-Joachim              | 86,22            |
| 8    | Machecoul-Saint-Même       | 84,89            |
| 9    | Guérande                   | 81,44            |
| 10   | Chaumes-en-Retz            | 76,55            |
| 11   | Avessac                    | 76,49            |
| 12   | Héric                      | 73,93            |
| 13   | Villeneuve-en-Retz         | 73,68            |
| 14   | Herbignac                  | 71,43            |
| 15   | Guenrouet                  | 69,90            |

| Rang | Communes les moins étendues | Superficie (km2) |
| ---- | --------------------------- | ---------------- |
| 1    | Le Temple-de-Bretagne       | 1,6              |
| 2    | Paimbœuf                    | 2,0              |
| 3    | La Montagne                 | 3,64             |
| 4    | Le Pouliguen                | 4,39             |
| 5    | Le Croisic                  | 4,50             |
| 6    | Indre                       | 4,72             |
| 7    | Préfailles                  | 4,88             |
| 8    | Saint-Fiacre-sur-Maine      | 5,97             |
| 9    | La Bernerie-en-Retz         | 6,09             |
| 10   | Saint-Léger-les-Vignes      | 6,49             |
| 11   | Noyal-sur-Brutz             | 7,71             |
| 12   | Geneston                    | 8,04             |
| 13   | Cheix-en-Retz               | 8,34             |
| 14   | Batz-sur-Mer                | 9,27             |
| 15   | La Boissière-du-Doré        | 9,41             |

### Population
La Loire-Atlantique compte 1 473 156 habitants au total en 2025 ; la densité de population moyenne est de 214,3 hab./km2, ce qui est supérieur à la moyenne nationale. La population moyenne des communes est de 5 132 habitants et la population médiane de 2 143 habitants, ce qui est supérieur à la population moyenne et médiane des communes françaises (1 542 et 380 habitants respectivement).

## Organisation urbaine
Au 1er janvier 2015, parmi les 221 communes de la Loire-Atlantique, 94 sont classées par l'Insee comme communes urbaines (réparties entre 49 unités urbaines) et 117 comme communes rurales.
D'autre part, 124 de ces 221 communes appartiennent à une aire urbaine. Ces 124 communes et 22 autres appartiennent à un espace urbain (au sens de l'Insee). Les 75 communes restantes se trouvent hors d'un espace urbain.
Dans ce domaine, une référence importante est fournie par un site de l'Insee (valable pour toute la France ; cheminement)

### Unités urbaines
Les éléments suivants sont basés sur des publications de l'Insee.
Les unités urbaines, déterminées par le critère de la continuité de l'habitat, peuvent comporter plusieurs communes (unité urbaines multicommunales) ou une seule (la désignation officielle est villes isolées ou unités urbaines monocommunales).
Les unités urbaines du département sont les suivantes :
| Unités urbaines (découpage 2020)    | Nombre de communes | Population | Superficie (km2) | Densité (hab./km2) |
| ----------------------------------- | ------------------ | ---------- | ---------------- | ------------------ |
| Unités urbaines multicommunales     | 60                 |            |                  |                    |
| Nantes                              | 22                 |            |                  |                    |
| Saint-Nazaire                       | 17                 |            |                  |                    |
| Pornic                              | 3                  |            |                  |                    |
| Clisson                             | 3                  |            |                  |                    |
| Saint-Julien-de-Concelles           | 2                  |            |                  |                    |
| Savenay                             | 2                  |            |                  |                    |
| Vigneux-de-Bretagne                 | 2                  |            |                  |                    |
| Geneston                            | 2                  |            |                  |                    |
| La Turballe                         | 2                  |            |                  |                    |
| Saint-Colomban                      | 2                  |            |                  |                    |
| Port-Saint-Père                     | 2                  |            |                  |                    |
| Redon                               | 1                  |            |                  |                    |
| Unités urbaines d’une seule commune | 43                 |            |                  |                    |
| Villes isolées (a)                  | 43                 |            |                  |                    |

Remarque : ne sont prises en compte que les communes du département (notamment pour les unités inter-départementales de Redon et Clisson).
(a) Villes isolées : Aigrefeuille-sur-Maine, Ancenis-Saint-Géréon, Le Bignon, Blain, Boussay, La Chapelle-des-Marais, Châteaubriant, Chaumes-en-Retz, La Chevrolière, Derval, Divatte-sur-Loire, Grandchamp-des-Fontaines, Guémené-Penfao, La Haie-Fouassière, Herbignac, Héric, Legé, Ligné, Loireauxence, Machecoul-Saint-Même, Mauves-sur-Loire, Missillac, Nort-sur-Erdre, Nozay, Paimbœuf, Le Pallet, Le Pellerin, Petit-Mars, Pontchâteau, Prinquiau, Sainte-Anne-sur-Brivet, Saint-Etienne-de-Montluc, Saint-Gildas-des-Bois, Saint-Lyphard, Saint-Mars-du-Désert, Sainte-Pazanne, Saint-Père-en-Retz, Saint-Philbert-de-Grand-Lieu, Sucé-sur-Erdre, Treillières, Vallet, Vallons-de-l'Erdre, Vieillevigne.

### Aires urbaines
- Communes des pôles urbains
- Autres communes des aires urbaines (« monopolarisées »)
- Autres communes des espaces urbains (« multipolarisées »)
- Communes hors espaces urbains

Aires urbaines et espaces urbains de la Loire-Atlantique :
Communes des pôles urbains
Autres communes des aires urbaines (« monopolarisées »)
Autres communes des espaces urbains (« multipolarisées »)
Communes hors espaces urbains
Les limites de chaque aire urbaine sont indiquées par un trait gras.

Les aires urbaines, déterminées par les critères du nombre d'emplois et des déplacements de travail, comportent un pôle urbain, qui est la principale unité urbaine (exemple : l'agglomération de Nantes) et des communes dites monopolarisées, c'est-à-dire polarisées par un seul pôle urbain ; ces communes peuvent être urbaines (exemple : Bouaye, Nort-sur-Erdre) ou rurales.
Dans le département, il y a 6 aires urbaines d'importance très inégale :
| Aires urbaines (Données 2010)     | Nombre de communes | Population | Superficie (km2) | Densité (hab./km2) |
| --------------------------------- | ------------------ | ---------- | ---------------- | ------------------ |
| Nantes                            | 108                |            |                  |                    |
| dont communes du pôle urbain      | 24                 |            |                  |                    |
| dont autres communes urbaines (a) |                    |            |                  |                    |
| dont communes rurales             |                    |            |                  |                    |
| Saint-Nazaire                     | 28                 |            |                  |                    |
| dont communes du pôle urbain      | 11                 |            |                  |                    |
| dont autres communes urbaines (b) |                    |            |                  |                    |
| dont communes rurales             | 11                 |            |                  |                    |
| Châteaubriant                     | 10                 |            |                  |                    |
| dont communes du pôle urbain      | 1                  |            |                  |                    |
| dont communes rurales             |                    |            |                  |                    |
| Ancenis-Saint-Géréon              | 1                  |            | 155,60           |                    |
| Saint-Brevin-les-Pins             | 4                  |            |                  |                    |
| Legé                              | 1                  |            |                  |                    |
| Machecoul                         | 1                  |            |                  |                    |
| Redon                             | 1                  |            | 22,32            |                    |
| Saint-Mars-la-Jaille              | 1                  |            |                  |                    |
| Saint-Père-en-Retz                | 1                  |            |                  |                    |
| Varades                           | 1                  |            |                  |                    |

Remarque : les données présentées ici ne concernent que les communes de la Loire-Atlantique. Une aire urbaine peut en effet s'étendre sur plusieurs départements (par exemple, celle de Nantes comprend la commune de La Varenne en Maine-et-Loire).
(a) Communes urbaines monopolarisées de l’aire urbaine de Nantes : Bouaye, La Chevrolière, Le Loroux-Bottereau, Nort-sur-Erdre, Pont-Saint-Martin, Saint-Aignan-Grandlieu, Sainte-Pazanne, Saint-Etienne-de-Montluc, Saint-Julien-de-Concelles, Saint-Philbert-de-Grand-Lieu, Sucé-sur-Erdre.
(b) Communes urbaines monopolarisées de l’aire urbaine de Saint-Nazaire : Saint-Joachim, Saint-Malo-de-Guersac.

### Espaces urbains et communes non polarisées
À l'extérieur des aires urbaines, on trouve des communes dites multipolarisées, c'est-à-dire polarisées par plusieurs pôles urbains et des communes non polarisées.
Jointes aux communes des aires urbaines, les communes multipolarisées forment des ensembles appelés espaces urbains. En Loire-Atlantique, il y a 22 communes multipolarisées, qui peuvent être des communes urbaines (Savenay) ou rurales et deux espaces urbains : celui de Rennes, qui concerne l'aire urbaine de Châteaubriant, et celui de Nantes-Saint-Nazaire, qui inclut les autres, y compris celle de Redon.
Les communes non polarisées sont donc au nombre de 75 : on y trouve surtout des communes rurales, mais aussi quelques communes urbaines. Le fait de ne pas appartenir à une aire urbaine ou à un espace urbain n'est pas nécessairement un signe d'archaïsme.
| Espaces urbains (Données 1999)              | Nombre de communes | Population | Superficie (km2) | Densité (hab./km2) |
| ------------------------------------------- | ------------------ | ---------- | ---------------- | ------------------ |
| Espace urbain de Nantes-Saint-Nazaire       | 135                |            |                  |                    |
| communes des aires urbaines                 | 115                |            |                  |                    |
| communes urbaines multipolarisées (c)       | 7                  |            |                  |                    |
| communes rurales multipolarisées            | 13                 |            |                  |                    |
| Espace urbain de Rennes                     | 11                 |            |                  |                    |
| communes de l’aire urbaine de Châteaubriant | 9                  |            |                  |                    |
| communes rurales multipolarisées            | 2                  |            |                  |                    |
| Hors des espaces urbains                    |                    |            |                  |                    |
| Communes non polarisées                     | 75                 | 145 066    | 2718,30          | 53,4               |
| communes urbaines (d)                       | 13                 |            |                  |                    |
| communes rurales                            | 62                 |            |                  |                    |

Remarque : ne sont prises en compte que les communes du département de la Loire-Atlantique (notamment pour l'espace urbain de Rennes).
(c) Communes urbaines multipolarisées : La Chapelle-Launay, La Turballe, Mesquer, Piriac-sur-Mer, Pontchâteau, Savenay, Vallet.
(d) Communes urbaines non polarisées : La Bernerie-en-Retz, Blain, Guémené-Penfao, Machecoul, Les Moutiers-en-Retz, Paimbœuf, La Plaine-sur-Mer, Pornic, Préfailles, Saint-Brevin-les-Pins, Saint-Gildas-des-Bois, Saint-Michel-Chef-Chef, Varades.

## Liste des communes
Le tableau suivant donne la liste des communes au 1er janvier 2025, en précisant leur code Insee, leur code postal principal, leur arrondissement, leur canton, leur intercommunalité, leur superficie, leur population et leur densité, d'après les chiffres de l'Insee issus du recensement 2022,.
| Nom                          | Code Insee | Code postal             | Arrondissement        | Canton                                                         | Intercommunalité                                   | Superficie (km2) | Population (dernière pop. légale) | Densité (hab./km2) | Modifier                                    |
| ---------------------------- | ---------- | ----------------------- | --------------------- | -------------------------------------------------------------- | -------------------------------------------------- | ---------------- | --------------------------------- | ------------------ | ------------------------------------------- |
| Nantes (préfecture)          | 44109      | 44000 44100 44200 44300 | Nantes                | Nantes-1 Nantes-2 Nantes-3 Nantes-4 Nantes-5 Nantes-6 Nantes-7 | Nantes Métropole                                   | 65,19            | 325 070 (2022)                    | 4 987              | modifier les données · modifier les données |
| Abbaretz                     | 44001      | 44170                   | Châteaubriant-Ancenis | Guémené-Penfao                                                 | CC de Nozay                                        | 61,76            | 2 052 (2022)                      | 33                 | modifier les données · modifier les données |
| Aigrefeuille-sur-Maine       | 44002      | 44140                   | Nantes                | Clisson                                                        | CA Clisson Sèvre et Maine Agglo                    | 14,58            | 4 121 (2022)                      | 283                | modifier les données · modifier les données |
| Ancenis-Saint-Géréon         | 44003      | 44150                   | Châteaubriant-Ancenis | Ancenis-Saint-Géréon                                           | CC du Pays d'Ancenis                               | 27,58            | 11 346 (2022)                     | 411                | modifier les données · modifier les données |
| Assérac                      | 44006      | 44410                   | Saint-Nazaire         | Guérande                                                       | CA de la Presqu'île de Guérande Atlantique         | 32,91            | 1 881 (2022)                      | 57                 | modifier les données · modifier les données |
| Avessac                      | 44007      | 44460                   | Châteaubriant-Ancenis | Pontchâteau                                                    | CA Redon Agglomération                             | 76,49            | 2 451 (2022)                      | 32                 | modifier les données · modifier les données |
| Basse-Goulaine               | 44009      | 44115                   | Nantes                | Saint-Sébastien-sur-Loire                                      | Nantes Métropole                                   | 13,74            | 9 617 (2022)                      | 700                | modifier les données · modifier les données |
| Batz-sur-Mer                 | 44010      | 44740                   | Saint-Nazaire         | La Baule-Escoublac                                             | CA de la Presqu'île de Guérande Atlantique         | 9,27             | 2 799 (2022)                      | 302                | modifier les données · modifier les données |
| La Baule-Escoublac           | 44055      | 44500                   | Saint-Nazaire         | La Baule-Escoublac                                             | CA de la Presqu'île de Guérande Atlantique         | 22,19            | 16 613 (2022)                     | 749                | modifier les données · modifier les données |
| La Bernerie-en-Retz          | 44012      | 44760                   | Saint-Nazaire         | Pornic                                                         | CA Pornic Agglo Pays de Retz                       | 6,09             | 3 523 (2022)                      | 578                | modifier les données · modifier les données |
| Besné                        | 44013      | 44160                   | Saint-Nazaire         | Saint-Nazaire-2                                                | CA de la Région Nazairienne et de l'Estuaire       | 17,54            | 3 317 (2022)                      | 189                | modifier les données · modifier les données |
| Le Bignon                    | 44014      | 44140                   | Nantes                | Saint-Philbert-de-Grand-Lieu                                   | CC de Grand Lieu                                   | 27,54            | 3 967 (2022)                      | 144                | modifier les données · modifier les données |
| Blain                        | 44015      | 44130                   | Châteaubriant-Ancenis | Blain                                                          | CC du Pays de Blain                                | 101,72           | 10 352 (2022)                     | 102                | modifier les données · modifier les données |
| La Boissière-du-Doré         | 44016      | 44430                   | Nantes                | Vallet                                                         | CC Sèvre et Loire                                  | 9,41             | 1 114 (2022)                      | 118                | modifier les données · modifier les données |
| Bouaye                       | 44018      | 44830                   | Nantes                | Rezé-1                                                         | Nantes Métropole                                   | 13,83            | 8 281 (2022)                      | 599                | modifier les données · modifier les données |
| Bouée                        | 44019      | 44260                   | Saint-Nazaire         | Blain                                                          | CC Estuaire et Sillon                              | 21,29            | 1 100 (2022)                      | 52                 | modifier les données · modifier les données |
| Bouguenais                   | 44020      | 44340                   | Nantes                | Rezé-1                                                         | Nantes Métropole                                   | 31,50            | 20 590 (2022)                     | 654                | modifier les données · modifier les données |
| Boussay                      | 44022      | 44190                   | Nantes                | Clisson                                                        | CA Clisson Sèvre et Maine Agglo                    | 26,45            | 2 814 (2022)                      | 106                | modifier les données · modifier les données |
| Bouvron                      | 44023      | 44130                   | Châteaubriant-Ancenis | Blain                                                          | CC du Pays de Blain                                | 47,63            | 3 067 (2022)                      | 64                 | modifier les données · modifier les données |
| Brains                       | 44024      | 44830                   | Nantes                | Rezé-1                                                         | Nantes Métropole                                   | 15,31            | 2 760 (2022)                      | 180                | modifier les données · modifier les données |
| Campbon                      | 44025      | 44750                   | Saint-Nazaire         | Blain                                                          | CC Estuaire et Sillon                              | 49,82            | 4 031 (2022)                      | 81                 | modifier les données · modifier les données |
| Carquefou                    | 44026      | 44470                   | Nantes                | Carquefou                                                      | Nantes Métropole                                   | 43,42            | 20 535 (2022)                     | 473                | modifier les données · modifier les données |
| Casson                       | 44027      | 44390                   | Châteaubriant-Ancenis | Nort-sur-Erdre                                                 | CC d'Erdre et Gesvres                              | 16,15            | 2 600 (2022)                      | 161                | modifier les données · modifier les données |
| Le Cellier                   | 44028      | 44850                   | Châteaubriant-Ancenis | Nort-sur-Erdre                                                 | CC du Pays d'Ancenis                               | 35,99            | 4 011 (2022)                      | 111                | modifier les données · modifier les données |
| La Chapelle-des-Marais       | 44030      | 44410                   | Saint-Nazaire         | Guérande                                                       | CA de la Région Nazairienne et de l'Estuaire       | 18,05            | 4 424 (2022)                      | 245                | modifier les données · modifier les données |
| La Chapelle-Glain            | 44031      | 44670                   | Châteaubriant-Ancenis | Châteaubriant                                                  | CC Châteaubriant-Derval                            | 34,50            | 811 (2022)                        | 24                 | modifier les données · modifier les données |
| La Chapelle-Heulin           | 44032      | 44330                   | Nantes                | Vallet                                                         | CC Sèvre et Loire                                  | 13,47            | 3 443 (2022)                      | 256                | modifier les données · modifier les données |
| La Chapelle-Launay           | 44033      | 44260                   | Saint-Nazaire         | Blain                                                          | CC Estuaire et Sillon                              | 24,82            | 3 246 (2022)                      | 131                | modifier les données · modifier les données |
| La Chapelle-sur-Erdre        | 44035      | 44240                   | Nantes                | La Chapelle-sur-Erdre                                          | Nantes Métropole                                   | 33,42            | 20 483 (2022)                     | 613                | modifier les données · modifier les données |
| Château-Thébaud              | 44037      | 44690                   | Nantes                | Vertou                                                         | CA Clisson Sèvre et Maine Agglo                    | 17,64            | 3 138 (2022)                      | 178                | modifier les données · modifier les données |
| Châteaubriant                | 44036      | 44110                   | Châteaubriant-Ancenis | Châteaubriant                                                  | CC Châteaubriant-Derval                            | 33,62            | 12 231 (2022)                     | 364                | modifier les données · modifier les données |
| Chaumes-en-Retz              | 44005      | 44320 44680             | Saint-Nazaire         | Machecoul-Saint-Même Pornic                                    | CA Pornic Agglo Pays de Retz                       | 76,55            | 7 288 (2022)                      | 95                 | modifier les données · modifier les données |
| Chauvé                       | 44038      | 44320                   | Saint-Nazaire         | Pornic                                                         | CA Pornic Agglo Pays de Retz                       | 40,98            | 3 035 (2022)                      | 74                 | modifier les données · modifier les données |
| Cheix-en-Retz                | 44039      | 44640                   | Nantes                | Machecoul-Saint-Même                                           | CA Pornic Agglo Pays de Retz                       | 8,34             | 1 172 (2022)                      | 141                | modifier les données · modifier les données |
| La Chevallerais              | 44221      | 44810                   | Châteaubriant-Ancenis | Guémené-Penfao                                                 | CC du Pays de Blain                                | 10,23            | 1 559 (2022)                      | 152                | modifier les données · modifier les données |
| La Chevrolière               | 44041      | 44118                   | Nantes                | Saint-Philbert-de-Grand-Lieu                                   | CC de Grand Lieu                                   | 32,56            | 6 342 (2022)                      | 195                | modifier les données · modifier les données |
| Clisson                      | 44043      | 44190                   | Nantes                | Clisson                                                        | CA Clisson Sèvre et Maine Agglo                    | 11,30            | 7 459 (2022)                      | 660                | modifier les données · modifier les données |
| Conquereuil                  | 44044      | 44290                   | Châteaubriant-Ancenis | Guémené-Penfao                                                 | CA Redon Agglomération                             | 32,87            | 1 072 (2022)                      | 33                 | modifier les données · modifier les données |
| Corcoué-sur-Logne            | 44156      | 44650                   | Nantes                | Saint-Philbert-de-Grand-Lieu                                   | CC Sud Retz Atlantique                             | 50,39            | 3 209 (2022)                      | 64                 | modifier les données · modifier les données |
| Cordemais                    | 44045      | 44360                   | Nantes                | Blain                                                          | CC Estuaire et Sillon                              | 37,20            | 3 954 (2022)                      | 106                | modifier les données · modifier les données |
| Corsept                      | 44046      | 44560                   | Saint-Nazaire         | Saint-Brevin-les-Pins                                          | CC du Sud Estuaire                                 | 23,62            | 2 615 (2022)                      | 111                | modifier les données · modifier les données |
| Couëron                      | 44047      | 44220                   | Nantes                | Saint-Herblain-1                                               | Nantes Métropole                                   | 44,03            | 23 541 (2022)                     | 535                | modifier les données · modifier les données |
| Couffé                       | 44048      | 44521                   | Châteaubriant-Ancenis | Ancenis-Saint-Géréon                                           | CC du Pays d'Ancenis                               | 39,97            | 2 534 (2022)                      | 63                 | modifier les données · modifier les données |
| Le Croisic                   | 44049      | 44490                   | Saint-Nazaire         | La Baule-Escoublac                                             | CA de la Presqu'île de Guérande Atlantique         | 4,50             | 4 081 (2022)                      | 907                | modifier les données · modifier les données |
| Crossac                      | 44050      | 44160                   | Saint-Nazaire         | Pontchâteau                                                    | CC du pays de Pont-Château - Saint-Gildas-des-Bois | 25,85            | 2 985 (2022)                      | 115                | modifier les données · modifier les données |
| Derval                       | 44051      | 44590                   | Châteaubriant-Ancenis | Guémené-Penfao                                                 | CC Châteaubriant-Derval                            | 63,51            | 3 578 (2022)                      | 56                 | modifier les données · modifier les données |
| Divatte-sur-Loire            | 44029      | 44450                   | Nantes                | Vallet                                                         | CC Sèvre et Loire                                  | 33,90            | 7 158 (2022)                      | 211                | modifier les données · modifier les données |
| Donges                       | 44052      | 44480                   | Saint-Nazaire         | Saint-Nazaire-2                                                | CA de la Région Nazairienne et de l'Estuaire       | 48,50            | 8 117 (2022)                      | 167                | modifier les données · modifier les données |
| Drefféac                     | 44053      | 44530                   | Saint-Nazaire         | Pontchâteau                                                    | CC du pays de Pont-Château - Saint-Gildas-des-Bois | 14,16            | 2 288 (2022)                      | 162                | modifier les données · modifier les données |
| Erbray                       | 44054      | 44110                   | Châteaubriant-Ancenis | Châteaubriant                                                  | CC Châteaubriant-Derval                            | 58,18            | 3 062 (2022)                      | 53                 | modifier les données · modifier les données |
| Fay-de-Bretagne              | 44056      | 44130                   | Châteaubriant-Ancenis | La Chapelle-sur-Erdre                                          | CC d'Erdre et Gesvres                              | 64,81            | 3 852 (2022)                      | 59                 | modifier les données · modifier les données |
| Fégréac                      | 44057      | 44460                   | Châteaubriant-Ancenis | Pontchâteau                                                    | CA Redon Agglomération                             | 44,18            | 2 257 (2022)                      | 51                 | modifier les données · modifier les données |
| Fercé                        | 44058      | 44660                   | Châteaubriant-Ancenis | Châteaubriant                                                  | CC Châteaubriant-Derval                            | 22,04            | 502 (2022)                        | 23                 | modifier les données · modifier les données |
| Frossay                      | 44061      | 44320                   | Saint-Nazaire         | Saint-Brevin-les-Pins                                          | CC du Sud Estuaire                                 | 57,22            | 3 289 (2022)                      | 57                 | modifier les données · modifier les données |
| Le Gâvre                     | 44062      | 44130                   | Châteaubriant-Ancenis | Blain                                                          | CC du Pays de Blain                                | 53,58            | 1 880 (2022)                      | 35                 | modifier les données · modifier les données |
| Geneston                     | 44223      | 44140                   | Nantes                | Saint-Philbert-de-Grand-Lieu                                   | CC de Grand Lieu                                   | 8,04             | 3 691 (2022)                      | 459                | modifier les données · modifier les données |
| Gétigné                      | 44063      | 44190                   | Nantes                | Clisson                                                        | CA Clisson Sèvre et Maine Agglo                    | 23,97            | 3 794 (2022)                      | 158                | modifier les données · modifier les données |
| Gorges                       | 44064      | 44190                   | Nantes                | Clisson                                                        | CA Clisson Sèvre et Maine Agglo                    | 15,77            | 5 090 (2022)                      | 323                | modifier les données · modifier les données |
| Grand-Auverné                | 44065      | 44520                   | Châteaubriant-Ancenis | Châteaubriant                                                  | CC Châteaubriant-Derval                            | 34,40            | 770 (2022)                        | 22                 | modifier les données · modifier les données |
| Grandchamp-des-Fontaines     | 44066      | 44119                   | Châteaubriant-Ancenis | La Chapelle-sur-Erdre                                          | CC d'Erdre et Gesvres                              | 33,87            | 6 910 (2022)                      | 204                | modifier les données · modifier les données |
| La Grigonnais                | 44224      | 44170                   | Châteaubriant-Ancenis | Guémené-Penfao                                                 | CC de Nozay                                        | 21,22            | 1 815 (2022)                      | 86                 | modifier les données · modifier les données |
| Guémené-Penfao               | 44067      | 44290                   | Châteaubriant-Ancenis | Guémené-Penfao                                                 | CA Redon Agglomération                             | 105,51           | 5 242 (2022)                      | 50                 | modifier les données · modifier les données |
| Guenrouet                    | 44068      | 44530                   | Saint-Nazaire         | Pontchâteau                                                    | CC du pays de Pont-Château - Saint-Gildas-des-Bois | 69,90            | 3 577 (2022)                      | 51                 | modifier les données · modifier les données |
| Guérande                     | 44069      | 44350                   | Saint-Nazaire         | Guérande                                                       | CA de la Presqu'île de Guérande Atlantique         | 81,44            | 16 684 (2022)                     | 205                | modifier les données · modifier les données |
| La Haie-Fouassière           | 44070      | 44690                   | Nantes                | Vertou                                                         | CA Clisson Sèvre et Maine Agglo                    | 11,81            | 4 734 (2022)                      | 401                | modifier les données · modifier les données |
| Haute-Goulaine               | 44071      | 44115                   | Nantes                | Saint-Sébastien-sur-Loire                                      | CA Clisson Sèvre et Maine Agglo                    | 20,59            | 5 992 (2022)                      | 291                | modifier les données · modifier les données |
| Herbignac                    | 44072      | 44410                   | Saint-Nazaire         | Guérande                                                       | CA de la Presqu'île de Guérande Atlantique         | 71,43            | 7 178 (2022)                      | 100                | modifier les données · modifier les données |
| Héric                        | 44073      | 44810                   | Châteaubriant-Ancenis | Nort-sur-Erdre                                                 | CC d'Erdre et Gesvres                              | 73,93            | 6 528 (2022)                      | 88                 | modifier les données · modifier les données |
| Indre                        | 44074      | 44610                   | Nantes                | Saint-Herblain-1                                               | Nantes Métropole                                   | 4,72             | 4 172 (2022)                      | 884                | modifier les données · modifier les données |
| Issé                         | 44075      | 44520                   | Châteaubriant-Ancenis | Châteaubriant                                                  | CC Châteaubriant-Derval                            | 38,66            | 1 825 (2022)                      | 47                 | modifier les données · modifier les données |
| Jans                         | 44076      | 44170                   | Châteaubriant-Ancenis | Guémené-Penfao                                                 | CC Châteaubriant-Derval                            | 33,21            | 1 381 (2022)                      | 42                 | modifier les données · modifier les données |
| Joué-sur-Erdre               | 44077      | 44440                   | Châteaubriant-Ancenis | Nort-sur-Erdre                                                 | CC du Pays d'Ancenis                               | 54,53            | 2 753 (2022)                      | 50                 | modifier les données · modifier les données |
| Juigné-des-Moutiers          | 44078      | 44670                   | Châteaubriant-Ancenis | Châteaubriant                                                  | CC Châteaubriant-Derval                            | 24,65            | 327 (2022)                        | 13                 | modifier les données · modifier les données |
| Le Landreau                  | 44079      | 44430                   | Nantes                | Vallet                                                         | CC Sèvre et Loire                                  | 23,98            | 3 214 (2022)                      | 134                | modifier les données · modifier les données |
| Lavau-sur-Loire              | 44080      | 44260                   | Saint-Nazaire         | Blain                                                          | CC Estuaire et Sillon                              | 16,22            | 769 (2022)                        | 47                 | modifier les données · modifier les données |
| Legé                         | 44081      | 44650                   | Nantes                | Saint-Philbert-de-Grand-Lieu                                   | CC Sud Retz Atlantique                             | 63,32            | 4 769 (2022)                      | 75                 | modifier les données · modifier les données |
| Ligné                        | 44082      | 44850                   | Châteaubriant-Ancenis | Nort-sur-Erdre                                                 | CC du Pays d'Ancenis                               | 45,41            | 5 593 (2022)                      | 123                | modifier les données · modifier les données |
| La Limouzinière              | 44083      | 44310                   | Nantes                | Saint-Philbert-de-Grand-Lieu                                   | CC de Grand Lieu                                   | 29,54            | 2 468 (2022)                      | 84                 | modifier les données · modifier les données |
| Loireauxence                 | 44213      | 44370                   | Châteaubriant-Ancenis | Ancenis-Saint-Géréon                                           | CC du Pays d'Ancenis                               | 118,28           | 7 509 (2022)                      | 63                 | modifier les données · modifier les données |
| Le Loroux-Bottereau          | 44084      | 44430                   | Nantes                | Vallet                                                         | CC Sèvre et Loire                                  | 45,31            | 8 595 (2022)                      | 190                | modifier les données · modifier les données |
| Louisfert                    | 44085      | 44110                   | Châteaubriant-Ancenis | Châteaubriant                                                  | CC Châteaubriant-Derval                            | 18,16            | 949 (2022)                        | 52                 | modifier les données · modifier les données |
| Lusanger                     | 44086      | 44590                   | Châteaubriant-Ancenis | Guémené-Penfao                                                 | CC Châteaubriant-Derval                            | 35,38            | 1 064 (2022)                      | 30                 | modifier les données · modifier les données |
| Machecoul-Saint-Même         | 44087      | 44270                   | Nantes                | Machecoul-Saint-Même                                           | CC Sud Retz Atlantique                             | 84,89            | 7 665 (2022)                      | 90                 | modifier les données · modifier les données |
| Maisdon-sur-Sèvre            | 44088      | 44690                   | Nantes                | Clisson                                                        | CA Clisson Sèvre et Maine Agglo                    | 17,45            | 3 071 (2022)                      | 176                | modifier les données · modifier les données |
| Malville                     | 44089      | 44260                   | Saint-Nazaire         | Blain                                                          | CC Estuaire et Sillon                              | 31,24            | 3 689 (2022)                      | 118                | modifier les données · modifier les données |
| La Marne                     | 44090      | 44270                   | Nantes                | Machecoul-Saint-Même                                           | CC Sud Retz Atlantique                             | 17,80            | 1 578 (2022)                      | 89                 | modifier les données · modifier les données |
| Marsac-sur-Don               | 44091      | 44170                   | Châteaubriant-Ancenis | Guémené-Penfao                                                 | CC Châteaubriant-Derval                            | 27,68            | 1 529 (2022)                      | 55                 | modifier les données · modifier les données |
| Massérac                     | 44092      | 44290                   | Châteaubriant-Ancenis | Guémené-Penfao                                                 | CA Redon Agglomération                             | 18,78            | 670 (2022)                        | 36                 | modifier les données · modifier les données |
| Mauves-sur-Loire             | 44094      | 44470                   | Nantes                | Carquefou                                                      | Nantes Métropole                                   | 14,75            | 3 393 (2022)                      | 230                | modifier les données · modifier les données |
| La Meilleraye-de-Bretagne    | 44095      | 44520                   | Châteaubriant-Ancenis | Châteaubriant                                                  | CC Châteaubriant-Derval                            | 27,63            | 1 587 (2022)                      | 57                 | modifier les données · modifier les données |
| Mésanger                     | 44096      | 44522                   | Châteaubriant-Ancenis | Ancenis-Saint-Géréon                                           | CC du Pays d'Ancenis                               | 49,75            | 4 681 (2022)                      | 94                 | modifier les données · modifier les données |
| Mesquer                      | 44097      | 44420                   | Saint-Nazaire         | Guérande                                                       | CA de la Presqu'île de Guérande Atlantique         | 16,72            | 2 156 (2022)                      | 129                | modifier les données · modifier les données |
| Missillac                    | 44098      | 44780                   | Saint-Nazaire         | Pontchâteau                                                    | CC du pays de Pont-Château - Saint-Gildas-des-Bois | 59,55            | 5 619 (2022)                      | 94                 | modifier les données · modifier les données |
| Moisdon-la-Rivière           | 44099      | 44520                   | Châteaubriant-Ancenis | Châteaubriant                                                  | CC Châteaubriant-Derval                            | 50,43            | 1 964 (2022)                      | 39                 | modifier les données · modifier les données |
| Monnières                    | 44100      | 44690                   | Nantes                | Clisson                                                        | CA Clisson Sèvre et Maine Agglo                    | 9,78             | 2 341 (2022)                      | 239                | modifier les données · modifier les données |
| La Montagne                  | 44101      | 44620                   | Nantes                | Saint-Brevin-les-Pins                                          | Nantes Métropole                                   | 3,64             | 6 523 (2022)                      | 1 792              | modifier les données · modifier les données |
| Montbert                     | 44102      | 44140                   | Nantes                | Saint-Philbert-de-Grand-Lieu                                   | CC de Grand Lieu                                   | 28,24            | 3 346 (2022)                      | 118                | modifier les données · modifier les données |
| Montoir-de-Bretagne          | 44103      | 44550                   | Saint-Nazaire         | Saint-Nazaire-2                                                | CA de la Région Nazairienne et de l'Estuaire       | 36,79            | 7 289 (2022)                      | 198                | modifier les données · modifier les données |
| Montrelais                   | 44104      | 44370                   | Châteaubriant-Ancenis | Ancenis-Saint-Géréon                                           | CC du Pays d'Ancenis                               | 13,73            | 843 (2022)                        | 61                 | modifier les données · modifier les données |
| Mouais                       | 44105      | 44590                   | Châteaubriant-Ancenis | Guémené-Penfao                                                 | CC Châteaubriant-Derval                            | 9,93             | 356 (2022)                        | 36                 | modifier les données · modifier les données |
| Les Moutiers-en-Retz         | 44106      | 44760                   | Saint-Nazaire         | Pornic                                                         | CA Pornic Agglo Pays de Retz                       | 9,58             | 1 846 (2022)                      | 193                | modifier les données · modifier les données |
| Mouzeil                      | 44107      | 44850                   | Châteaubriant-Ancenis | Nort-sur-Erdre                                                 | CC du Pays d'Ancenis                               | 18,87            | 2 004 (2022)                      | 106                | modifier les données · modifier les données |
| Mouzillon                    | 44108      | 44330                   | Nantes                | Vallet                                                         | CC Sèvre et Loire                                  | 16,50            | 2 903 (2022)                      | 176                | modifier les données · modifier les données |
| Nort-sur-Erdre               | 44110      | 44390                   | Châteaubriant-Ancenis | Nort-sur-Erdre                                                 | CC d'Erdre et Gesvres                              | 66,56            | 9 448 (2022)                      | 142                | modifier les données · modifier les données |
| Notre-Dame-des-Landes        | 44111      | 44130                   | Châteaubriant-Ancenis | Nort-sur-Erdre                                                 | CC d'Erdre et Gesvres                              | 37,40            | 2 335 (2022)                      | 62                 | modifier les données · modifier les données |
| Noyal-sur-Brutz              | 44112      | 44110                   | Châteaubriant-Ancenis | Châteaubriant                                                  | CC Châteaubriant-Derval                            | 7,71             | 579 (2022)                        | 75                 | modifier les données · modifier les données |
| Nozay                        | 44113      | 44170                   | Châteaubriant-Ancenis | Guémené-Penfao                                                 | CC de Nozay                                        | 57,70            | 4 280 (2022)                      | 74                 | modifier les données · modifier les données |
| Orvault                      | 44114      | 44700                   | Nantes                | Saint-Herblain-2                                               | Nantes Métropole                                   | 27,67            | 28 341 (2022)                     | 1 024              | modifier les données · modifier les données |
| Oudon                        | 44115      | 44521                   | Châteaubriant-Ancenis | Ancenis-Saint-Géréon                                           | CC du Pays d'Ancenis                               | 22,12            | 3 915 (2022)                      | 177                | modifier les données · modifier les données |
| Paimbœuf                     | 44116      | 44560                   | Saint-Nazaire         | Saint-Brevin-les-Pins                                          | CC du Sud Estuaire                                 | 2,00             | 3 030 (2022)                      | 1 515              | modifier les données · modifier les données |
| Le Pallet                    | 44117      | 44330                   | Nantes                | Vallet                                                         | CC Sèvre et Loire                                  | 11,75            | 3 374 (2022)                      | 287                | modifier les données · modifier les données |
| Pannecé                      | 44118      | 44440                   | Châteaubriant-Ancenis | Ancenis-Saint-Géréon                                           | CC du Pays d'Ancenis                               | 30,59            | 1 454 (2022)                      | 48                 | modifier les données · modifier les données |
| Paulx                        | 44119      | 44270                   | Nantes                | Machecoul-Saint-Même                                           | CC Sud Retz Atlantique                             | 35,92            | 2 042 (2022)                      | 57                 | modifier les données · modifier les données |
| Le Pellerin                  | 44120      | 44640                   | Nantes                | Saint-Brevin-les-Pins                                          | Nantes Métropole                                   | 30,65            | 5 335 (2022)                      | 174                | modifier les données · modifier les données |
| Petit-Auverné                | 44121      | 44670                   | Châteaubriant-Ancenis | Châteaubriant                                                  | CC Châteaubriant-Derval                            | 22,53            | 437 (2022)                        | 19                 | modifier les données · modifier les données |
| Petit-Mars                   | 44122      | 44390                   | Châteaubriant-Ancenis | Nort-sur-Erdre                                                 | CC d'Erdre et Gesvres                              | 25,97            | 3 865 (2022)                      | 149                | modifier les données · modifier les données |
| Pierric                      | 44123      | 44290                   | Châteaubriant-Ancenis | Guémené-Penfao                                                 | CA Redon Agglomération                             | 27,30            | 1 011 (2022)                      | 37                 | modifier les données · modifier les données |
| Le Pin                       | 44124      | 44540                   | Châteaubriant-Ancenis | Ancenis-Saint-Géréon                                           | CC du Pays d'Ancenis                               | 24,95            | 829 (2022)                        | 33                 | modifier les données · modifier les données |
| Piriac-sur-Mer               | 44125      | 44420                   | Saint-Nazaire         | Guérande                                                       | CA de la Presqu'île de Guérande Atlantique         | 12,37            | 2 663 (2022)                      | 215                | modifier les données · modifier les données |
| La Plaine-sur-Mer            | 44126      | 44770                   | Saint-Nazaire         | Pornic                                                         | CA Pornic Agglo Pays de Retz                       | 16,39            | 4 617 (2022)                      | 282                | modifier les données · modifier les données |
| La Planche                   | 44127      | 44140                   | Nantes                | Clisson                                                        | CA Clisson Sèvre et Maine Agglo                    | 24,42            | 2 802 (2022)                      | 115                | modifier les données · modifier les données |
| Plessé                       | 44128      | 44630                   | Châteaubriant-Ancenis | Pontchâteau                                                    | CA Redon Agglomération                             | 104,38           | 5 281 (2022)                      | 51                 | modifier les données · modifier les données |
| Pont-Saint-Martin            | 44130      | 44860                   | Nantes                | Saint-Philbert-de-Grand-Lieu                                   | CC de Grand Lieu                                   | 21,88            | 6 942 (2022)                      | 317                | modifier les données · modifier les données |
| Pontchâteau                  | 44129      | 44160                   | Saint-Nazaire         | Pontchâteau                                                    | CC du pays de Pont-Château - Saint-Gildas-des-Bois | 55,79            | 11 249 (2022)                     | 202                | modifier les données · modifier les données |
| Pornic                       | 44131      | 44210                   | Saint-Nazaire         | Pornic                                                         | CA Pornic Agglo Pays de Retz                       | 94,18            | 18 382 (2022)                     | 195                | modifier les données · modifier les données |
| Pornichet                    | 44132      | 44380                   | Saint-Nazaire         | La Baule-Escoublac                                             | CA de la Région Nazairienne et de l'Estuaire       | 12,67            | 12 530 (2022)                     | 989                | modifier les données · modifier les données |
| Port-Saint-Père              | 44133      | 44710                   | Nantes                | Machecoul-Saint-Même                                           | CA Pornic Agglo Pays de Retz                       | 32,57            | 3 046 (2022)                      | 94                 | modifier les données · modifier les données |
| Pouillé-les-Côteaux          | 44134      | 44522                   | Châteaubriant-Ancenis | Ancenis-Saint-Géréon                                           | CC du Pays d'Ancenis                               | 11,72            | 1 050 (2022)                      | 90                 | modifier les données · modifier les données |
| Le Pouliguen                 | 44135      | 44510                   | Saint-Nazaire         | La Baule-Escoublac                                             | CA de la Presqu'île de Guérande Atlantique         | 4,39             | 4 007 (2022)                      | 913                | modifier les données · modifier les données |
| Préfailles                   | 44136      | 44770                   | Saint-Nazaire         | Pornic                                                         | CA Pornic Agglo Pays de Retz                       | 4,88             | 1 246 (2022)                      | 255                | modifier les données · modifier les données |
| Prinquiau                    | 44137      | 44260                   | Saint-Nazaire         | Blain                                                          | CC Estuaire et Sillon                              | 22,82            | 3 557 (2022)                      | 156                | modifier les données · modifier les données |
| Puceul                       | 44138      | 44390                   | Châteaubriant-Ancenis | Guémené-Penfao                                                 | CC de Nozay                                        | 20,09            | 1 124 (2022)                      | 56                 | modifier les données · modifier les données |
| Quilly                       | 44139      | 44750                   | Saint-Nazaire         | Blain                                                          | CC Estuaire et Sillon                              | 17,67            | 1 541 (2022)                      | 87                 | modifier les données · modifier les données |
| La Regrippière               | 44140      | 44330                   | Nantes                | Vallet                                                         | CC Sèvre et Loire                                  | 18,17            | 1 559 (2022)                      | 86                 | modifier les données · modifier les données |
| La Remaudière                | 44141      | 44430                   | Nantes                | Vallet                                                         | CC Sèvre et Loire                                  | 12,98            | 1 288 (2022)                      | 99                 | modifier les données · modifier les données |
| Remouillé                    | 44142      | 44140                   | Nantes                | Clisson                                                        | CA Clisson Sèvre et Maine Agglo                    | 21,38            | 1 932 (2022)                      | 90                 | modifier les données · modifier les données |
| Rezé                         | 44143      | 44400                   | Nantes                | Rezé-1 Rezé-2                                                  | Nantes Métropole                                   | 13,78            | 43 349 (2022)                     | 3 146              | modifier les données · modifier les données |
| Riaillé                      | 44144      | 44440                   | Châteaubriant-Ancenis | Nort-sur-Erdre                                                 | CC du Pays d'Ancenis                               | 50,02            | 2 358 (2022)                      | 47                 | modifier les données · modifier les données |
| La Roche-Blanche             | 44222      | 44522                   | Châteaubriant-Ancenis | Ancenis-Saint-Géréon                                           | CC du Pays d'Ancenis                               | 14,82            | 1 258 (2022)                      | 85                 | modifier les données · modifier les données |
| Rouans                       | 44145      | 44640                   | Nantes                | Machecoul-Saint-Même                                           | CA Pornic Agglo Pays de Retz                       | 37,73            | 3 272 (2022)                      | 87                 | modifier les données · modifier les données |
| Rougé                        | 44146      | 44660                   | Châteaubriant-Ancenis | Châteaubriant                                                  | CC Châteaubriant-Derval                            | 56,32            | 2 152 (2022)                      | 38                 | modifier les données · modifier les données |
| Ruffigné                     | 44148      | 44660                   | Châteaubriant-Ancenis | Châteaubriant                                                  | CC Châteaubriant-Derval                            | 33,63            | 705 (2022)                        | 21                 | modifier les données · modifier les données |
| Saffré                       | 44149      | 44390                   | Châteaubriant-Ancenis | Guémené-Penfao                                                 | CC de Nozay                                        | 57,46            | 4 075 (2022)                      | 71                 | modifier les données · modifier les données |
| Saint-Aignan-Grandlieu       | 44150      | 44860                   | Nantes                | Rezé-1                                                         | Nantes Métropole                                   | 17,94            | 3 991 (2022)                      | 222                | modifier les données · modifier les données |
| Saint-André-des-Eaux         | 44151      | 44117                   | Saint-Nazaire         | La Baule-Escoublac                                             | CA de la Région Nazairienne et de l'Estuaire       | 24,71            | 6 949 (2022)                      | 281                | modifier les données · modifier les données |
| Saint-Aubin-des-Châteaux     | 44153      | 44110                   | Châteaubriant-Ancenis | Châteaubriant                                                  | CC Châteaubriant-Derval                            | 47,56            | 1 749 (2022)                      | 37                 | modifier les données · modifier les données |
| Saint-Brevin-les-Pins        | 44154      | 44250                   | Saint-Nazaire         | Saint-Brevin-les-Pins                                          | CC du Sud Estuaire                                 | 19,29            | 14 645 (2022)                     | 759                | modifier les données · modifier les données |
| Saint-Colomban               | 44155      | 44310                   | Nantes                | Saint-Philbert-de-Grand-Lieu                                   | CC de Grand Lieu                                   | 35,72            | 3 499 (2022)                      | 98                 | modifier les données · modifier les données |
| Saint-Étienne-de-Mer-Morte   | 44157      | 44270                   | Nantes                | Machecoul-Saint-Même                                           | CC Sud Retz Atlantique                             | 27,33            | 1 764 (2022)                      | 65                 | modifier les données · modifier les données |
| Saint-Étienne-de-Montluc     | 44158      | 44360                   | Nantes                | Blain                                                          | CC Estuaire et Sillon                              | 57,57            | 7 739 (2022)                      | 134                | modifier les données · modifier les données |
| Saint-Fiacre-sur-Maine       | 44159      | 44690                   | Nantes                | Vertou                                                         | CA Clisson Sèvre et Maine Agglo                    | 5,97             | 1 246 (2022)                      | 209                | modifier les données · modifier les données |
| Saint-Gildas-des-Bois        | 44161      | 44530                   | Saint-Nazaire         | Pontchâteau                                                    | CC du pays de Pont-Château - Saint-Gildas-des-Bois | 33,42            | 3 790 (2022)                      | 113                | modifier les données · modifier les données |
| Saint-Herblain               | 44162      | 44800                   | Nantes                | Saint-Herblain-1 Saint-Herblain-2                              | Nantes Métropole                                   | 30,02            | 50 561 (2022)                     | 1 684              | modifier les données · modifier les données |
| Saint-Hilaire-de-Chaléons    | 44164      | 44680                   | Saint-Nazaire         | Machecoul-Saint-Même                                           | CA Pornic Agglo Pays de Retz                       | 34,98            | 2 376 (2022)                      | 68                 | modifier les données · modifier les données |
| Saint-Hilaire-de-Clisson     | 44165      | 44190                   | Nantes                | Clisson                                                        | CA Clisson Sèvre et Maine Agglo                    | 18,43            | 2 405 (2022)                      | 130                | modifier les données · modifier les données |
| Saint-Jean-de-Boiseau        | 44166      | 44640                   | Nantes                | Saint-Brevin-les-Pins                                          | Nantes Métropole                                   | 11,40            | 6 024 (2022)                      | 528                | modifier les données · modifier les données |
| Saint-Joachim                | 44168      | 44720                   | Saint-Nazaire         | Guérande                                                       | CA de la Région Nazairienne et de l'Estuaire       | 86,22            | 4 125 (2022)                      | 48                 | modifier les données · modifier les données |
| Saint-Julien-de-Concelles    | 44169      | 44450                   | Nantes                | Vallet                                                         | CC Sèvre et Loire                                  | 31,74            | 7 768 (2022)                      | 245                | modifier les données · modifier les données |
| Saint-Julien-de-Vouvantes    | 44170      | 44670                   | Châteaubriant-Ancenis | Châteaubriant                                                  | CC Châteaubriant-Derval                            | 25,60            | 963 (2022)                        | 38                 | modifier les données · modifier les données |
| Saint-Léger-les-Vignes       | 44171      | 44710                   | Nantes                | Rezé-1                                                         | Nantes Métropole                                   | 6,49             | 2 114 (2022)                      | 326                | modifier les données · modifier les données |
| Saint-Lumine-de-Clisson      | 44173      | 44190                   | Nantes                | Clisson                                                        | CA Clisson Sèvre et Maine Agglo                    | 18,26            | 2 118 (2022)                      | 116                | modifier les données · modifier les données |
| Saint-Lumine-de-Coutais      | 44174      | 44310                   | Nantes                | Saint-Philbert-de-Grand-Lieu                                   | CC de Grand Lieu                                   | 17,64            | 2 390 (2022)                      | 135                | modifier les données · modifier les données |
| Saint-Lyphard                | 44175      | 44410                   | Saint-Nazaire         | Guérande                                                       | CA de la Presqu'île de Guérande Atlantique         | 24,63            | 5 246 (2022)                      | 213                | modifier les données · modifier les données |
| Saint-Malo-de-Guersac        | 44176      | 44550                   | Saint-Nazaire         | Saint-Nazaire-2                                                | CA de la Région Nazairienne et de l'Estuaire       | 14,62            | 3 221 (2022)                      | 220                | modifier les données · modifier les données |
| Saint-Mars-de-Coutais        | 44178      | 44680                   | Nantes                | Machecoul-Saint-Même                                           | CC Sud Retz Atlantique                             | 34,67            | 2 644 (2022)                      | 76                 | modifier les données · modifier les données |
| Saint-Mars-du-Désert         | 44179      | 44850                   | Châteaubriant-Ancenis | Nort-sur-Erdre                                                 | CC d'Erdre et Gesvres                              | 30,46            | 5 435 (2022)                      | 178                | modifier les données · modifier les données |
| Saint-Michel-Chef-Chef       | 44182      | 44730                   | Saint-Nazaire         | Pornic                                                         | CA Pornic Agglo Pays de Retz                       | 25,12            | 5 520 (2022)                      | 220                | modifier les données · modifier les données |
| Saint-Molf                   | 44183      | 44350                   | Saint-Nazaire         | Guérande                                                       | CA de la Presqu'île de Guérande Atlantique         | 22,82            | 2 859 (2022)                      | 125                | modifier les données · modifier les données |
| Saint-Nazaire                | 44184      | 44600                   | Saint-Nazaire         | Saint-Nazaire-1 Saint-Nazaire-2                                | CA de la Région Nazairienne et de l'Estuaire       | 46,79            | 73 111 (2022)                     | 1 563              | modifier les données · modifier les données |
| Saint-Nicolas-de-Redon       | 44185      | 44460                   | Châteaubriant-Ancenis | Pontchâteau                                                    | CA Redon Agglomération                             | 22,32            | 3 304 (2022)                      | 148                | modifier les données · modifier les données |
| Saint-Père-en-Retz           | 44187      | 44320                   | Saint-Nazaire         | Saint-Brevin-les-Pins                                          | CC du Sud Estuaire                                 | 62,72            | 4 701 (2022)                      | 75                 | modifier les données · modifier les données |
| Saint-Philbert-de-Grand-Lieu | 44188      | 44310                   | Nantes                | Saint-Philbert-de-Grand-Lieu                                   | CC de Grand Lieu                                   | 58,81            | 9 392 (2022)                      | 160                | modifier les données · modifier les données |
| Saint-Sébastien-sur-Loire    | 44190      | 44230                   | Nantes                | Saint-Sébastien-sur-Loire                                      | Nantes Métropole                                   | 11,66            | 28 373 (2022)                     | 2 433              | modifier les données · modifier les données |
| Saint-Viaud                  | 44192      | 44320                   | Saint-Nazaire         | Saint-Brevin-les-Pins                                          | CC du Sud Estuaire                                 | 32,63            | 2 846 (2022)                      | 87                 | modifier les données · modifier les données |
| Saint-Vincent-des-Landes     | 44193      | 44590                   | Châteaubriant-Ancenis | Guémené-Penfao                                                 | CC Châteaubriant-Derval                            | 33,70            | 1 527 (2022)                      | 45                 | modifier les données · modifier les données |
| Sainte-Anne-sur-Brivet       | 44152      | 44160                   | Saint-Nazaire         | Pontchâteau                                                    | CC du pays de Pont-Château - Saint-Gildas-des-Bois | 25,99            | 3 014 (2022)                      | 116                | modifier les données · modifier les données |
| Sainte-Luce-sur-Loire        | 44172      | 44980                   | Nantes                | Carquefou                                                      | Nantes Métropole                                   | 11,45            | 16 227 (2022)                     | 1 417              | modifier les données · modifier les données |
| Sainte-Pazanne               | 44186      | 44680                   | Nantes                | Machecoul-Saint-Même                                           | CA Pornic Agglo Pays de Retz                       | 41,56            | 7 209 (2022)                      | 173                | modifier les données · modifier les données |
| Sainte-Reine-de-Bretagne     | 44189      | 44160                   | Saint-Nazaire         | Pontchâteau                                                    | CC du pays de Pont-Château - Saint-Gildas-des-Bois | 19,73            | 2 447 (2022)                      | 124                | modifier les données · modifier les données |
| Sautron                      | 44194      | 44880                   | Nantes                | Saint-Herblain-1                                               | Nantes Métropole                                   | 17,28            | 8 534 (2022)                      | 494                | modifier les données · modifier les données |
| Savenay                      | 44195      | 44260                   | Saint-Nazaire         | Blain                                                          | CC Estuaire et Sillon                              | 26,00            | 9 465 (2022)                      | 364                | modifier les données · modifier les données |
| Sévérac                      | 44196      | 44530                   | Saint-Nazaire         | Pontchâteau                                                    | CC du pays de Pont-Château - Saint-Gildas-des-Bois | 22,41            | 1 693 (2022)                      | 76                 | modifier les données · modifier les données |
| Sion-les-Mines               | 44197      | 44590                   | Châteaubriant-Ancenis | Guémené-Penfao                                                 | CC Châteaubriant-Derval                            | 54,71            | 1 658 (2022)                      | 30                 | modifier les données · modifier les données |
| Les Sorinières               | 44198      | 44840                   | Nantes                | Vertou                                                         | Nantes Métropole                                   | 13,02            | 9 163 (2022)                      | 704                | modifier les données · modifier les données |
| Soudan                       | 44199      | 44110                   | Châteaubriant-Ancenis | Châteaubriant                                                  | CC Châteaubriant-Derval                            | 53,82            | 1 965 (2022)                      | 37                 | modifier les données · modifier les données |
| Soulvache                    | 44200      | 44660                   | Châteaubriant-Ancenis | Châteaubriant                                                  | CC Châteaubriant-Derval                            | 11,27            | 339 (2022)                        | 30                 | modifier les données · modifier les données |
| Sucé-sur-Erdre               | 44201      | 44240                   | Châteaubriant-Ancenis | La Chapelle-sur-Erdre                                          | CC d'Erdre et Gesvres                              | 41,33            | 7 457 (2022)                      | 180                | modifier les données · modifier les données |
| Teillé                       | 44202      | 44440                   | Châteaubriant-Ancenis | Nort-sur-Erdre                                                 | CC du Pays d'Ancenis                               | 28,55            | 1 820 (2022)                      | 64                 | modifier les données · modifier les données |
| Le Temple-de-Bretagne        | 44203      | 44360                   | Nantes                | Blain                                                          | CC Estuaire et Sillon                              | 1,60             | 2 005 (2022)                      | 1 253              | modifier les données · modifier les données |
| Thouaré-sur-Loire            | 44204      | 44470                   | Nantes                | Carquefou                                                      | Nantes Métropole                                   | 12,76            | 10 956 (2022)                     | 859                | modifier les données · modifier les données |
| Les Touches                  | 44205      | 44390                   | Châteaubriant-Ancenis | Nort-sur-Erdre                                                 | CC d'Erdre et Gesvres                              | 35,15            | 2 619 (2022)                      | 75                 | modifier les données · modifier les données |
| Touvois                      | 44206      | 44650                   | Nantes                | Saint-Philbert-de-Grand-Lieu                                   | CC Sud Retz Atlantique                             | 39,21            | 1 936 (2022)                      | 49                 | modifier les données · modifier les données |
| Trans-sur-Erdre              | 44207      | 44440                   | Châteaubriant-Ancenis | Nort-sur-Erdre                                                 | CC du Pays d'Ancenis                               | 22,56            | 1 124 (2022)                      | 50                 | modifier les données · modifier les données |
| Treffieux                    | 44208      | 44170                   | Châteaubriant-Ancenis | Guémené-Penfao                                                 | CC de Nozay                                        | 19,12            | 976 (2022)                        | 51                 | modifier les données · modifier les données |
| Treillières                  | 44209      | 44119                   | Châteaubriant-Ancenis | La Chapelle-sur-Erdre                                          | CC d'Erdre et Gesvres                              | 29,05            | 10 414 (2022)                     | 358                | modifier les données · modifier les données |
| Trignac                      | 44210      | 44570                   | Saint-Nazaire         | Saint-Nazaire-2                                                | CA de la Région Nazairienne et de l'Estuaire       | 14,38            | 8 234 (2022)                      | 573                | modifier les données · modifier les données |
| La Turballe                  | 44211      | 44420                   | Saint-Nazaire         | Guérande                                                       | CA de la Presqu'île de Guérande Atlantique         | 18,53            | 4 862 (2022)                      | 262                | modifier les données · modifier les données |
| Vair-sur-Loire               | 44163      | 44150                   | Châteaubriant-Ancenis | Ancenis-Saint-Géréon                                           | CC du Pays d'Ancenis                               | 51,73            | 4 890 (2022)                      | 95                 | modifier les données · modifier les données |
| Vallet                       | 44212      | 44330                   | Nantes                | Vallet                                                         | CC Sèvre et Loire                                  | 58,96            | 9 524 (2022)                      | 162                | modifier les données · modifier les données |
| Vallons-de-l'Erdre           | 44180      | 44540                   | Châteaubriant-Ancenis | Ancenis-Saint-Géréon                                           | CC du Pays d'Ancenis                               | 188,96           | 6 625 (2022)                      | 35                 | modifier les données · modifier les données |
| Vay                          | 44214      | 44170                   | Châteaubriant-Ancenis | Guémené-Penfao                                                 | CC de Nozay                                        | 36,13            | 2 084 (2022)                      | 58                 | modifier les données · modifier les données |
| Vertou                       | 44215      | 44120                   | Nantes                | Vertou                                                         | Nantes Métropole                                   | 35,68            | 26 048 (2022)                     | 730                | modifier les données · modifier les données |
| Vieillevigne                 | 44216      | 44116                   | Nantes                | Clisson                                                        | CA Clisson Sèvre et Maine Agglo                    | 51,76            | 4 110 (2022)                      | 79                 | modifier les données · modifier les données |
| Vigneux-de-Bretagne          | 44217      | 44360                   | Châteaubriant-Ancenis | La Chapelle-sur-Erdre                                          | CC d'Erdre et Gesvres                              | 54,68            | 6 633 (2022)                      | 121                | modifier les données · modifier les données |
| Villeneuve-en-Retz           | 44021      | 44580                   | Saint-Nazaire         | Machecoul-Saint-Même                                           | CA Pornic Agglo Pays de Retz                       | 73,68            | 5 004 (2022)                      | 68                 | modifier les données · modifier les données |
| Villepot                     | 44218      | 44110                   | Châteaubriant-Ancenis | Châteaubriant                                                  | CC Châteaubriant-Derval                            | 20,59            | 687 (2022)                        | 33                 | modifier les données · modifier les données |
| Vue                          | 44220      | 44640                   | Nantes                | Machecoul-Saint-Même                                           | CA Pornic Agglo Pays de Retz                       | 19,51            | 1 716 (2022)                      | 88                 | modifier les données · modifier les données |
| Loire-Atlantique             | 44         |                         |                       |                                                                |                                                    | 6 815,00         | 1 473 156 (2022)                  | 216                | modifier les données                        |